# Museu Nacional de Arqueologia Subaquática
O Museu Nacional de Arqueologia Subaquática (em castelhano: Museo Nacional de Arqueología Subacuática (ARQVA)) é um museu arqueológico com foco em achados subaquáticos. Foi inaugurado em 26 de novembro de 2008. Está localizado em Cartagena, na região de Múrcia na Espanha.

## História
A origem do museu começa em 1970 na criação do Conselho de Escavações Arqueológicas Subaquáticas. Posteriormente, em 1980, foi inaugurado o Museu e Centro Nacional de Investigações Arqueológicas Submarinas em Cartagena. Em 1983, o museu mudou sua denominação para Museu Nacional de Arqueologia Marítima. Em 2001 foi aprovada a construção de uma nova sede para o museu projetada por Guillermo Vázquez Consuegra, concluída em 2007. Desde o início de 2007 até o final de 2008 o museu permaneceu fechado devido à obras de transferência para o novo edifício, até que é inaugurado em 26 de novembro com o novo nome, Museu Nacional de Arqueologia Subaquática.

## Acervo

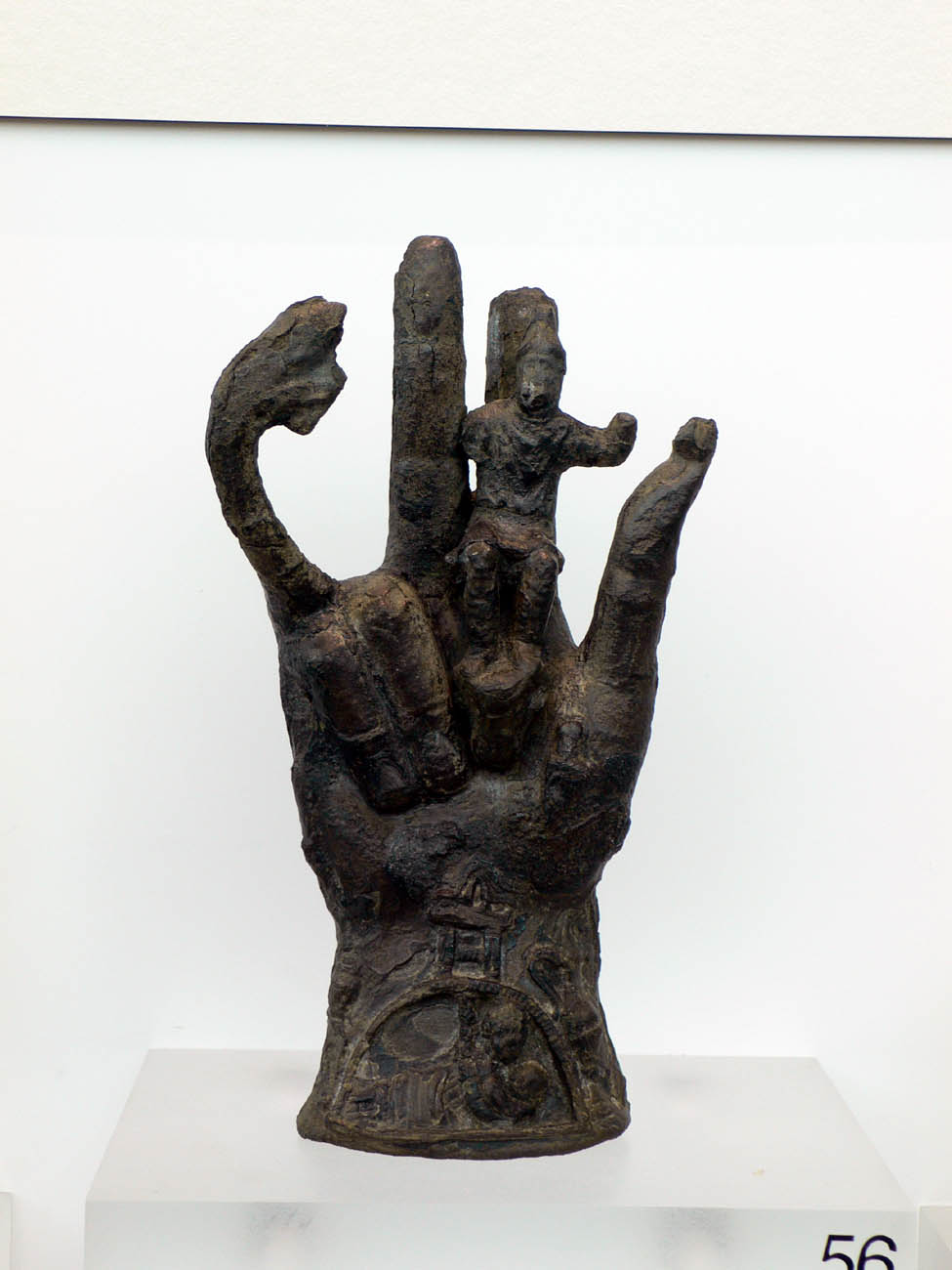
Mão de Sabázio produzida em bronze encontrada na ilha de Escombreras

As coleções foram formadas ao longo de mais de cinquenta anos de pesquisas arqueológicas e escavações de sítios subaquáticos na costa da Região de Múrcia. O museu possui em seu grande acervo peças recuperadas da época fenícia até o século XX.
Do período fenício, se destacam itens provenientes dos naufrágios Mazarrón 1 e 2, e o sítio Bajo de la Campana, todos do século VII a.C.; Do século XIX se destaca a carga da fragata Nuestra Señora de las Mercedes, recebida no museu no dia 2 de dezembro de 2012: são 17 toneladas de moedas de ouro e prata para catalogação, estudo e exposição permanente. Já o destaque do século XX vai para peças de cerâmica.

## Galeria

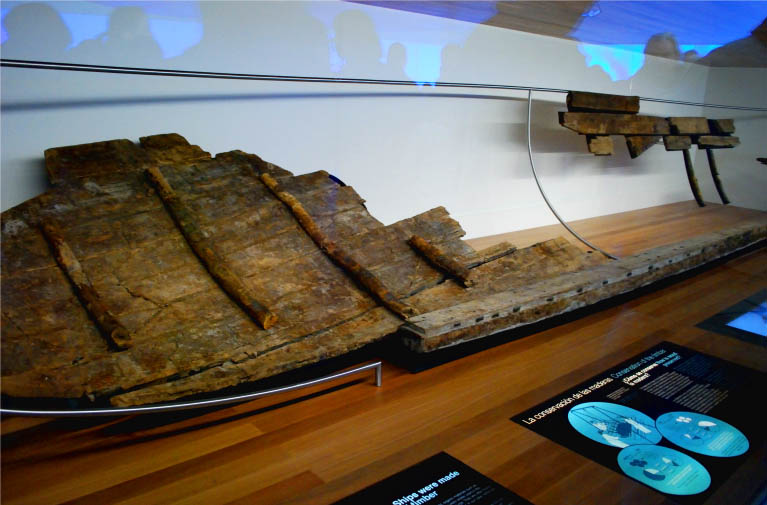
Restos originais do naufrágio Mazarrón I.
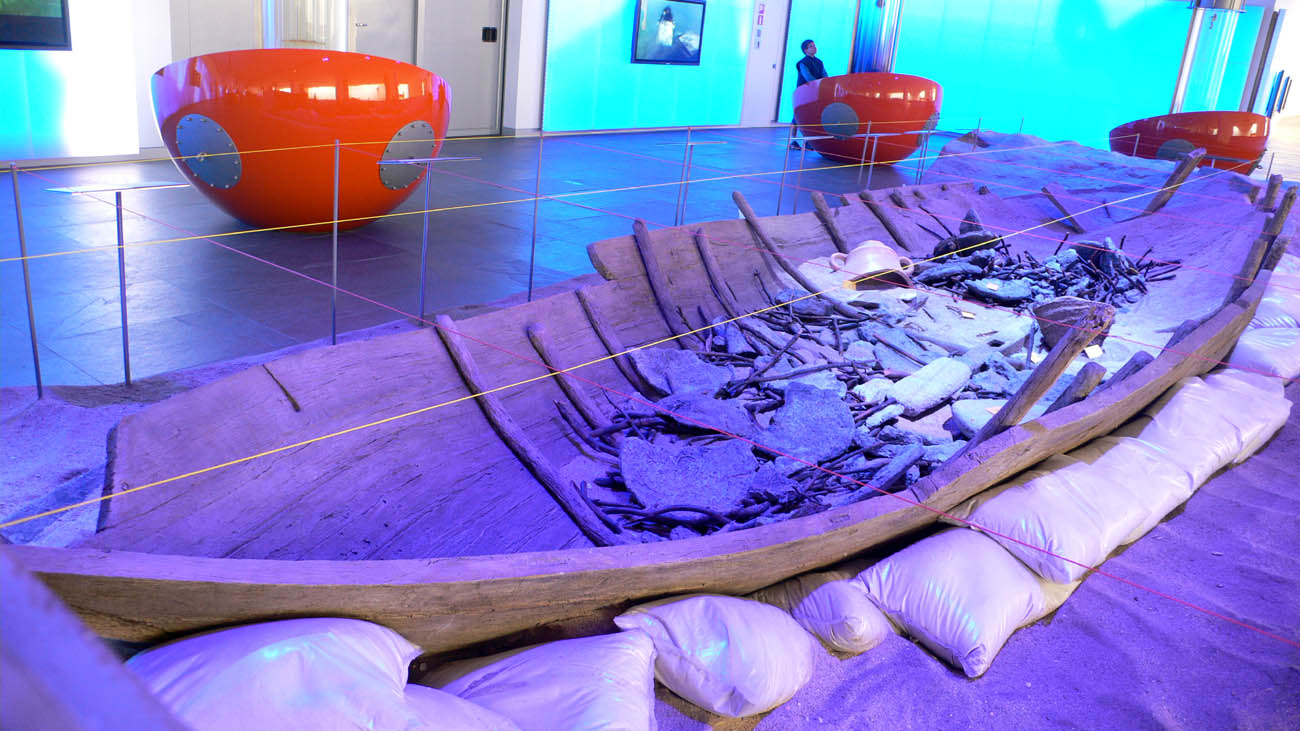
Reconstrução do Mazarrón II.
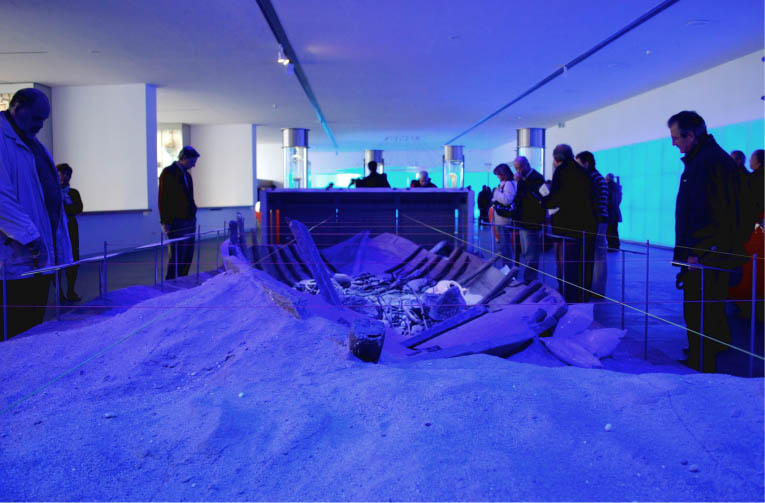
Reconstrução do Mazarrón II.
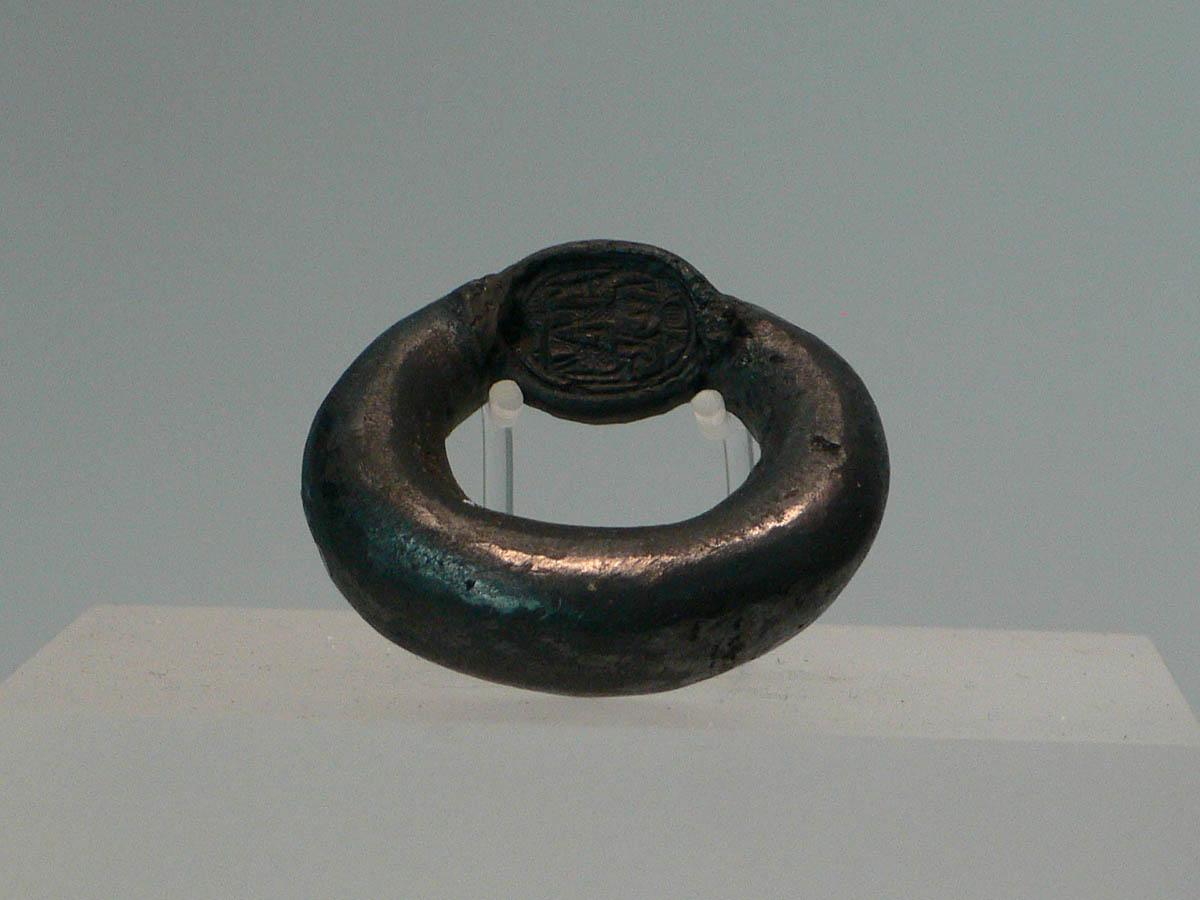
Anel fenício do naufrágio Mazarrón II.
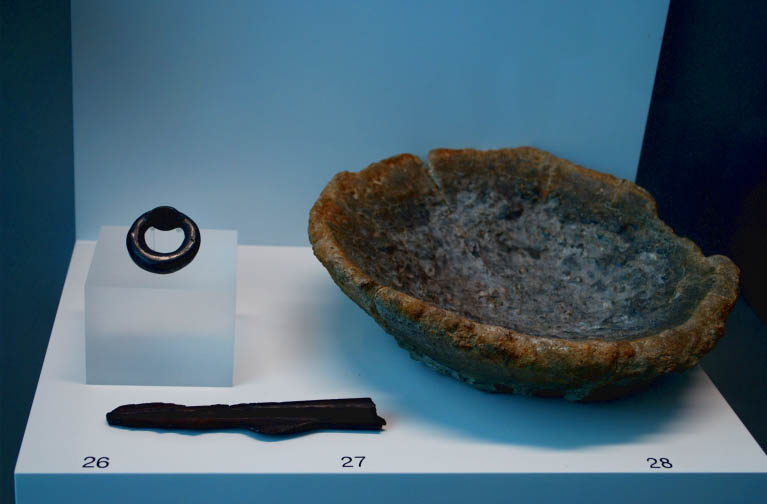
Parte da carga proveniente de um dos Mazarrón.
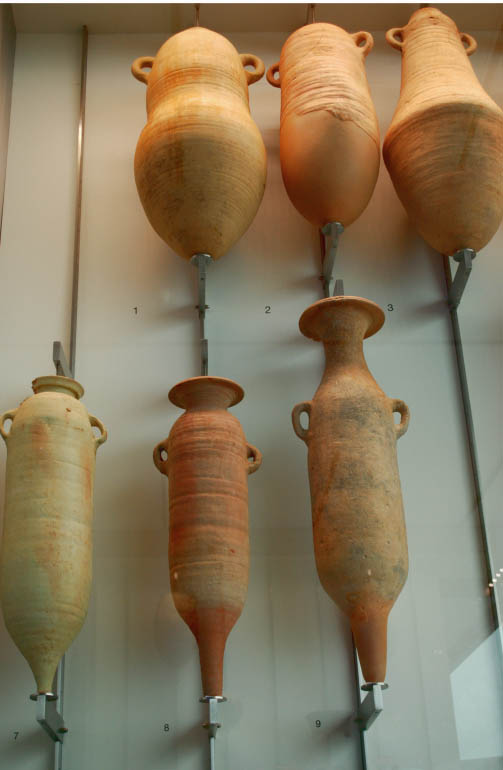
Ânforas fenícias.
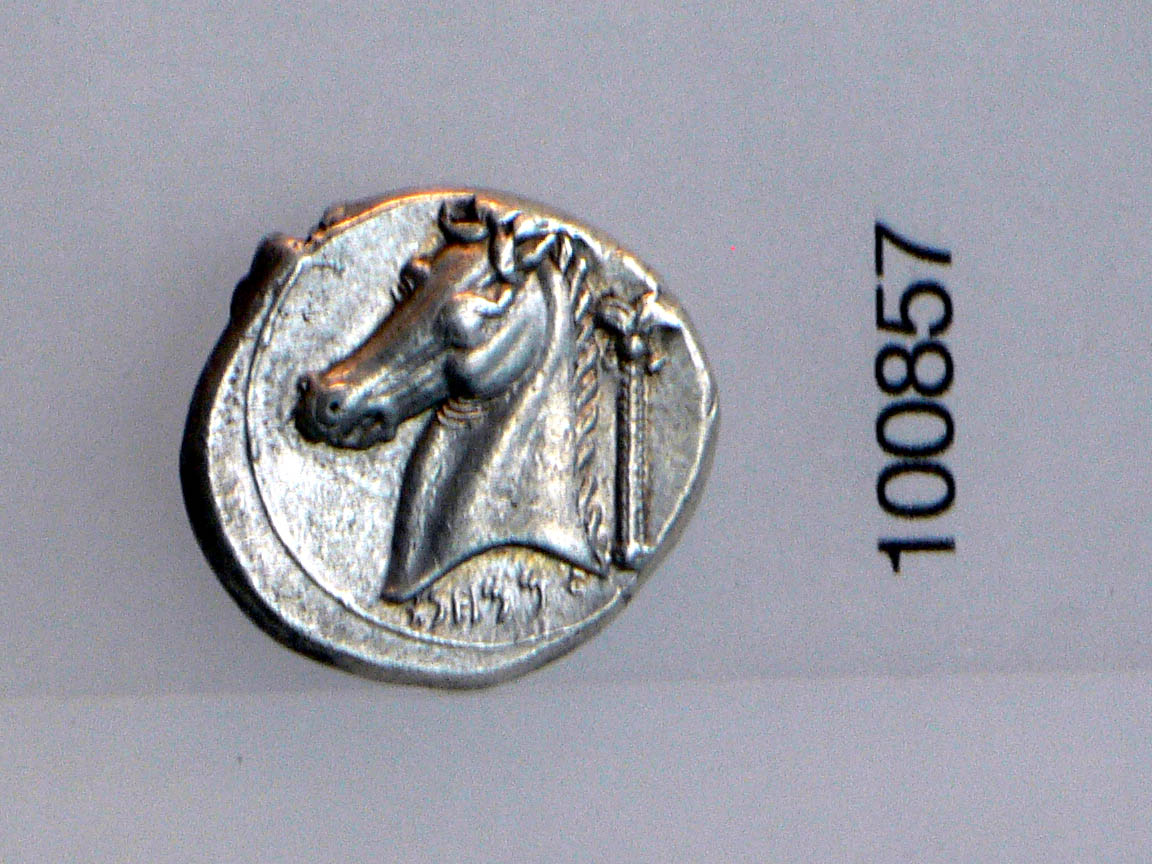
Moeda púnica.
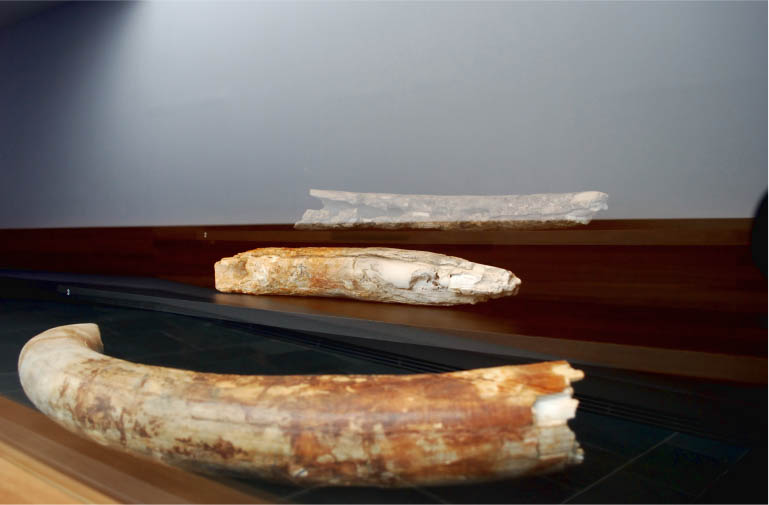
Presas de elefante de um naufrágio fenício encontradas em Isla Grosa.
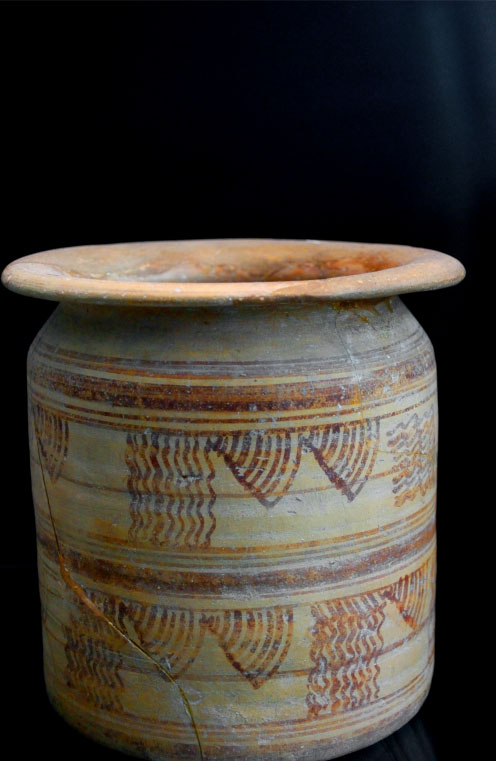
Cerâmica ibérica.
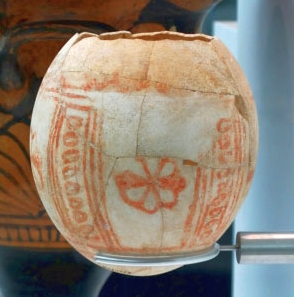
Ovo de avestruz fenício próximo à cratera grega.
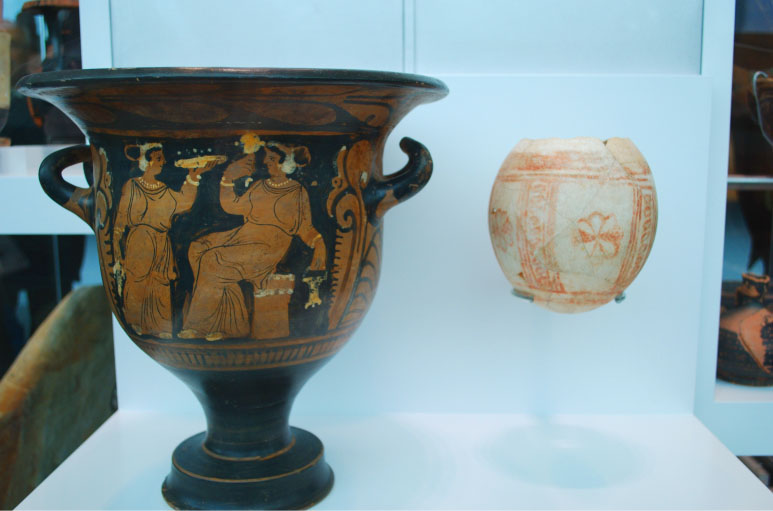
Cratera grega e ovo fenício.
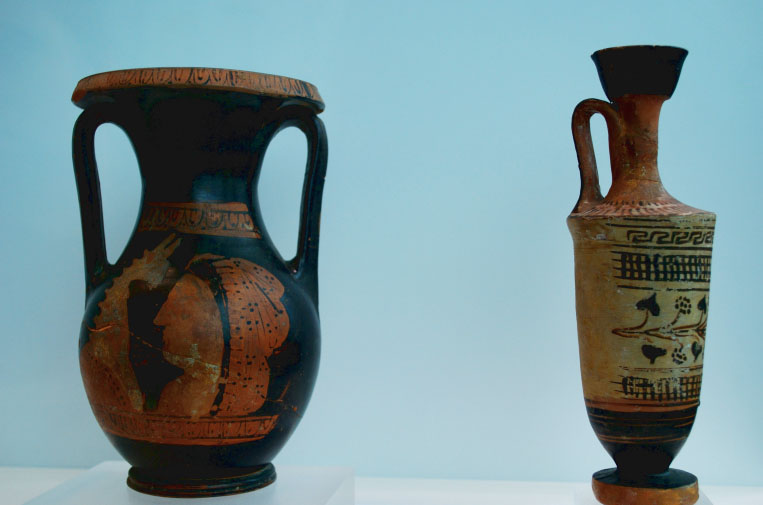
Ânfora e lécito gregos.
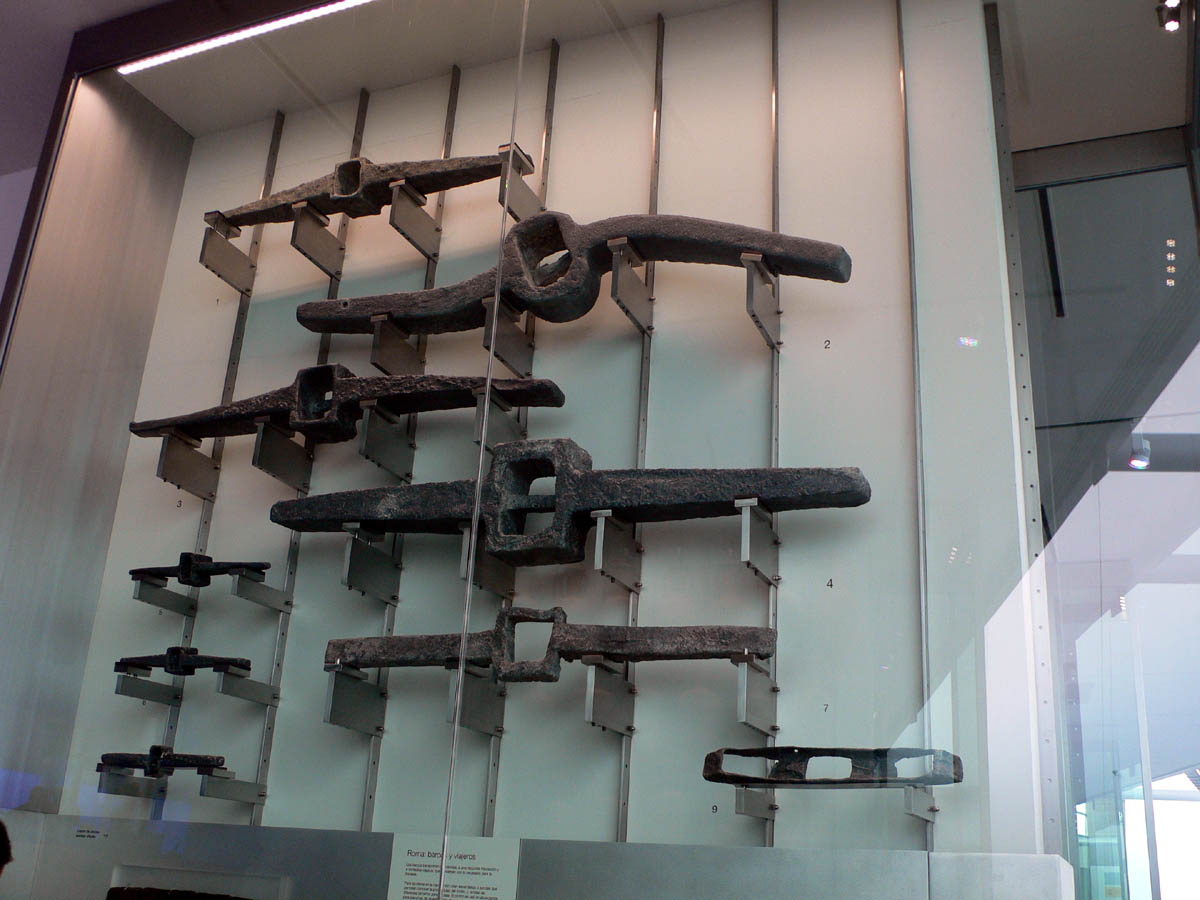
Âncoras de chumbo da época romana.
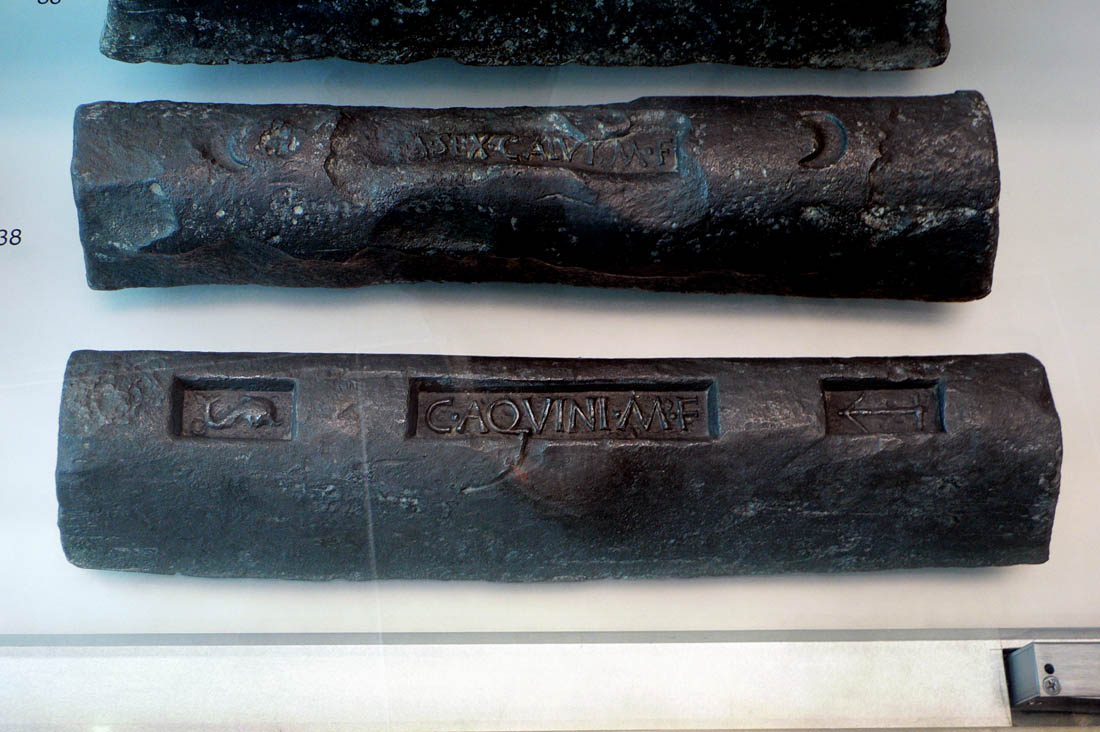
Lingotes romanos de chumbo.
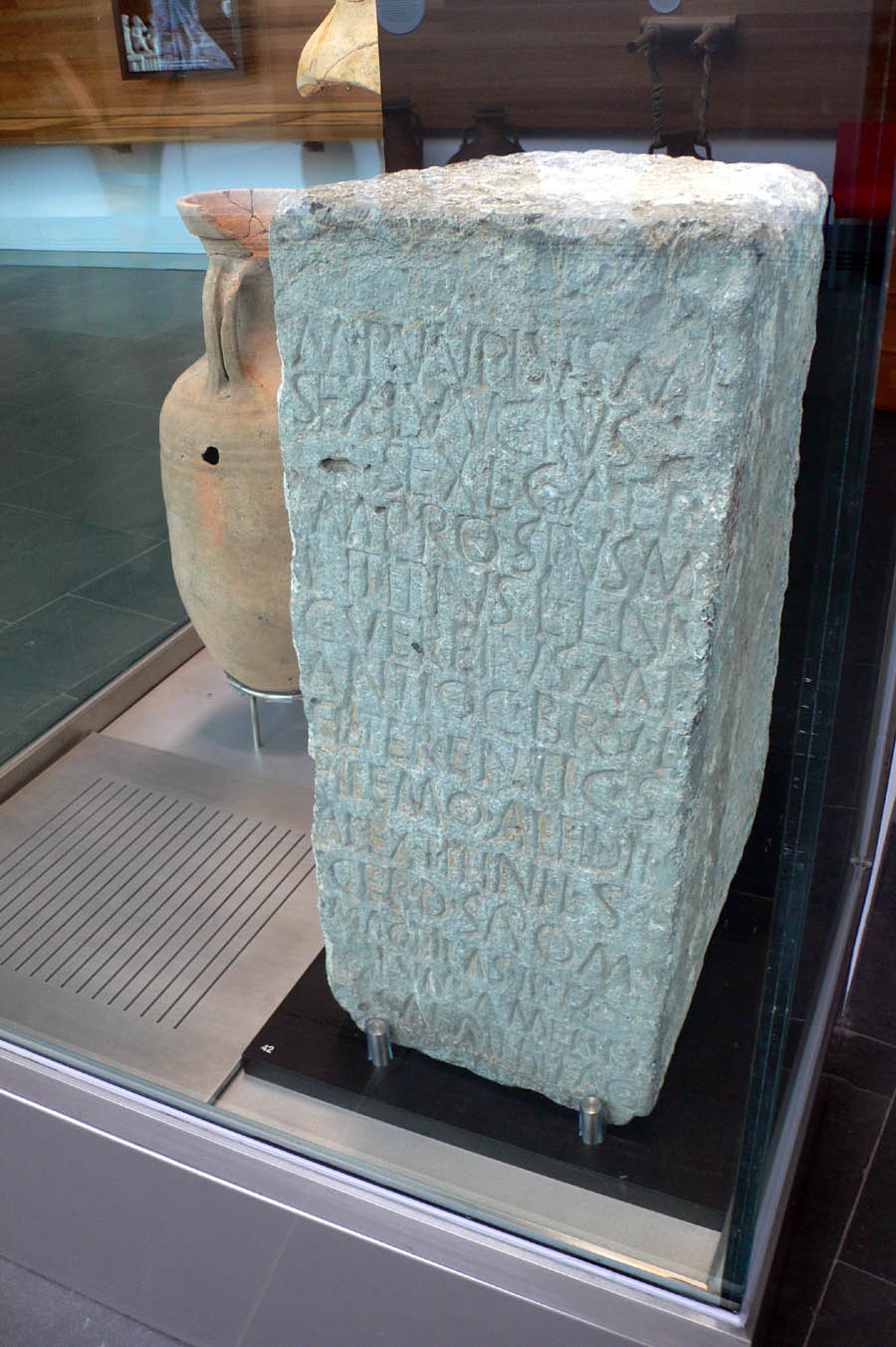
Lápide romana comemorativa de algumas obras no porto de Cartago Nova.
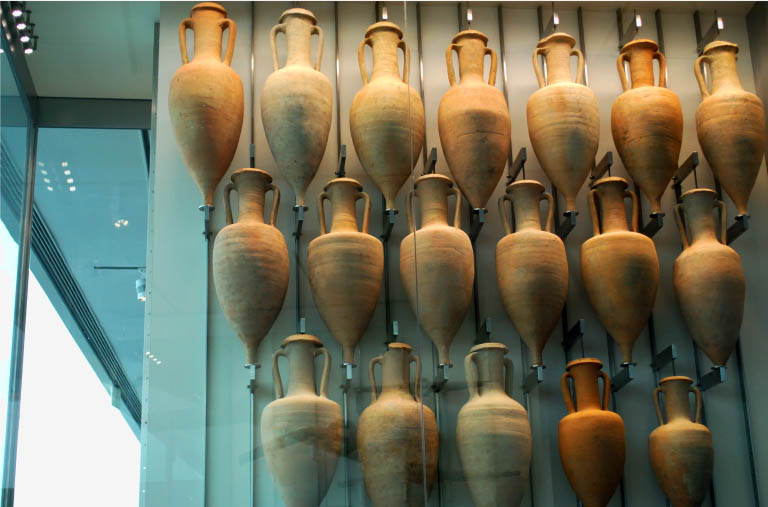
Ânforas romanas.
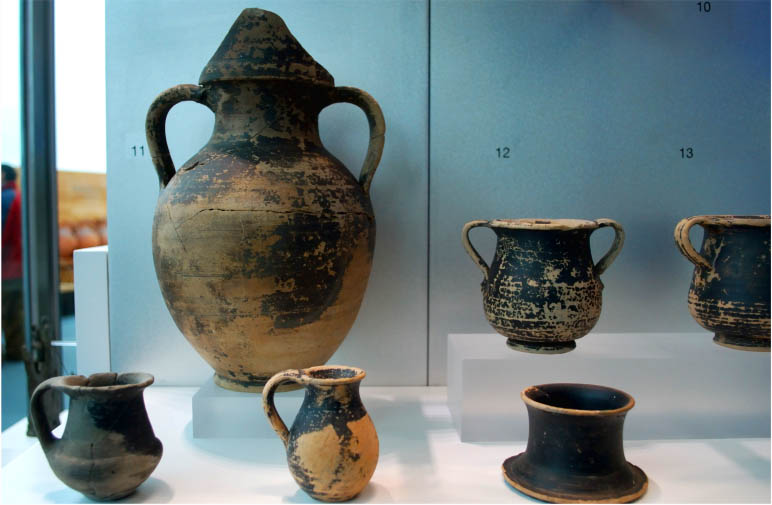
Cerâmica da Campânia encontrada na ilha de Escombreras.
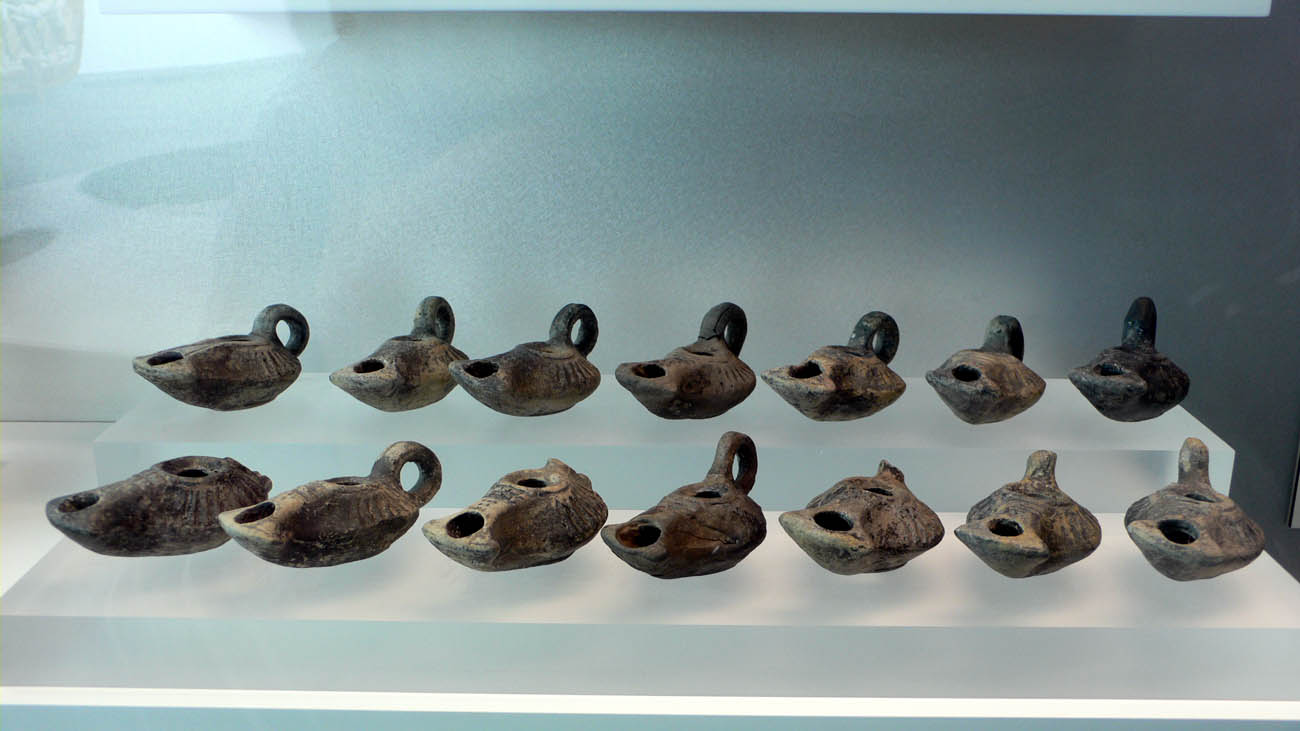
Lâmpadas romanas.